# Milà-Torí 2024
La Milà-Torí 2024 va ser l'edició 105 de la Milà-Torí. Es disputà el 13 de març de 2024 sobre un recorregut de 177 km amb sortida a Rho i arribada a Salassa. La cursa formava part de l'UCI ProSeries amb una categoria 1.Pro.
El vencedor fou l'italià Alberto Bettiol (EF Education-EasyPost), que s'imposà en solitari amb set segons sobre Jan Christen i nou sobre Marc Hirschi, ambdós membres de l'UAE Team Emirates, segon i tercer respectivament.

## Equips
L'organització convidà a 18 equips a prendre part en aquesta edició de la Nokere Koerse, nou de categoria UCI WorldTeam i nou UCI ProTeams.
| WorldTeams (9)- Arkéa-B&B Hotels - Astana Qazaqstan Team - Bora-Hansgrohe - Cofidis - EF Education-EasyPost - Intermarché-Wanty - Movistar Team - Team dsm-firmenich PostNL - UAE Team Emirates ProTeams (9)- Bingoal WB - Polti Kometa - Tudor Pro Cycling Team - Uno-X Mobility - VF Group-Bardiani CSF-Faizané - TotalEnergies - Corratec-Vini Fantini - Israel-Premier Tech - Q36.5 Pro Cycling Team |
| |

## Classificació final
| \| Classificació general \| Classificació general \| Classificació general \| Classificació general \| Classificació general \| \| Corredor \| Corredor \| Equip \| Temps \| \| \| --------------------- \| --------------------- \| ----------------------------- \| --------------------- \| --------------------- \| \| 1r \| Alberto Bettiol \| EF Education-EasyPost \| 3h 54' 13" \| \| \| 2n \| Jan Christen \| UAE Team Emirates \| + 7" \| \| \| 3r \| Marc Hirschi \| UAE Team Emirates \| + 9" \| \| \| 4t \| Diego Ulissi \| UAE Team Emirates \| + 9" \| \| \| 5è \| Kevin Vermaerke \| Team dsm-firmenich PostNL \| + 9" \| \| \| 6è \| Gianluca Brambilla \| Q36.5 Pro Cycling Team \| + 9" \| \| \| 7è \| Emil Herzog \| Bora-Hansgrohe \| + 9" \| \| \| 8è \| Martin Marcellusi \| VF Group-Bardiani CSF-Faizanè \| + 9" \| \| \| 9è \| Nick Schultz \| Israel-Premier Tech \| + 9" \| \| \| 10è \| Frederik Wandahl \| Bora-Hansgrohe \| + 9" \| \| |                    |                               |            |
| |                    |                               |            |
| Font: ProCyclingStats |                    |                               |            |
| Classificació general |                    |                               |            |
| Corredor | Corredor           | Equip                         | Temps      |
| 1r | Alberto Bettiol    | EF Education-EasyPost         | 3h 54' 13" |
| 2n | Jan Christen       | UAE Team Emirates             | + 7"       |
| 3r | Marc Hirschi       | UAE Team Emirates             | + 9"       |
| 4t | Diego Ulissi       | UAE Team Emirates             | + 9"       |
| 5è | Kevin Vermaerke    | Team dsm-firmenich PostNL     | + 9"       |
| 6è | Gianluca Brambilla | Q36.5 Pro Cycling Team        | + 9"       |
| 7è | Emil Herzog        | Bora-Hansgrohe                | + 9"       |
| 8è | Martin Marcellusi  | VF Group-Bardiani CSF-Faizanè | + 9"       |
| 9è | Nick Schultz       | Israel-Premier Tech           | + 9"       |
| 10è | Frederik Wandahl   | Bora-Hansgrohe                | + 9"       |

## Llista de participants
| Astana Qazaqstan Team AST | Astana Qazaqstan Team AST     | Astana Qazaqstan Team AST |
| ------------------------- | ----------------------------- | ------------------------- |
| Núm                       | Ciclista                      | Pos                       |
| 1                         | Mark Cavendish (GBR)          | DNF                       |
| 2                         | Cees Bol (NED)                | 19è                       |
| 3                         | Michele Gazzoli (ITA)         | 49è                       |
| 4                         | Aleksei Lutsenko (KAZ) (ruta) | 11è                       |
| 5                         | Harold Martín López (ECU)     | 40è                       |
| 6                         | Michael Mørkøv (DEN)          | 115è                      |
| 7                         | Santiago Umba (COL)           | 67è                       |

| Arkéa-B&B Hotels ARK | Arkéa-B&B Hotels ARK   | Arkéa-B&B Hotels ARK |
| -------------------- | ---------------------- | -------------------- |
| Núm                  | Ciclista               | Pos                  |
| 11                   | Arnaud Démare (FRA)    | 17è                  |
| 12                   | Louis Barré (FRA)      | 51è                  |
| 13                   | Donavan Grondin (FRA)  | 82è                  |
| 14                   | Hubert Grygowski (POL) | 91è                  |
| 15                   | Mathis Le Berre (FRA)  | 53è                  |
| 16                   | Łukasz Owsian (POL)    | 110è                 |
| 17                   | Miles Scotson (AUS)    | 109è                 |

| Bingoal WB BWB | Bingoal WB BWB        | Bingoal WB BWB |
| -------------- | --------------------- | -------------- |
| Núm            | Ciclista              | Pos            |
| 21             | Davide Persico (ITA)  | 89è            |
| 22             | Floris De Tier (BEL)  | 12è            |
| 23             | Louka Matthys (BEL)   | 36è            |
| 24             | Johan Meens (BEL)     | 29è            |
| 25             | Lennert Teugels (BEL) | 30è            |
| 26             | Marco Tizza (ITA)     | 43è            |
| 27             | Giacomo Villa (ITA)   | 28è            |

| Bora-Hansgrohe BOH | Bora-Hansgrohe BOH     | Bora-Hansgrohe BOH |
| ------------------ | ---------------------- | ------------------ |
| Núm                | Ciclista               | Pos                |
| 31                 | Bob Jungels (LUX)      | 15è                |
| 32                 | Alexander Hajek (AUT)  | 46è                |
| 33                 | Emil Herzog (GER)      | 7è                 |
| 34                 | Florian Lipowitz (GER) | 14è                |
| 35                 | Luis-Joe Lührs (GER)   | 70è                |
| 36                 | Anton Palzer (GER)     | 45è                |
| 37                 | Frederik Wandahl (DEN) | 10è                |

| Cofidis COF | Cofidis COF                   | Cofidis COF |
| ----------- | ----------------------------- | ----------- |
| Núm         | Ciclista                      | Pos         |
| 41          | Bryan Coquard (FRA)           | 20è         |
| 42          | Thomas Champion (FRA)         | 95è         |
| 43          | Rubén Fernández Andújar (ESP) | NP          |
| 44          | Simon Geschke (GER)           | 50è         |
| 45          | Stefano Oldani (ITA)          | 60è         |
| 46          | Benjamin Thomas (FRA)         | 33è         |
| 47          | Axel Zingle (FRA)             | 119è        |

| Team Corratec-Vini Fantini COR | Team Corratec-Vini Fantini COR | Team Corratec-Vini Fantini COR |
| ------------------------------ | ------------------------------ | ------------------------------ |
| Núm                            | Ciclista                       | Pos                            |
| 51                             | Kristian Sbaragli (ITA)        | 25è                            |
| 52                             | Matteo Amella (ITA)            | 87è                            |
| 53                             | Valerio Conti (ITA)            | 64è                            |
| 54                             | Alessandro Iacchi (ITA)        | 114è                           |
| 55                             | Marco Murgano (ITA)            | 93è                            |
| 56                             | Lorenzo Quartucci (ITA)        | 59è                            |
| 57                             | Samuele Zambelli (ITA)         | 113è                           |

| EF Education-EasyPost EFE | EF Education-EasyPost EFE          | EF Education-EasyPost EFE |
| ------------------------- | ---------------------------------- | ------------------------- |
| Núm                       | Ciclista                           | Pos                       |
| 61                        | Andrey Amador Bikkazakova (CRC)    | 104è                      |
| 62                        | Stefan de Bod (RSA)                | 38è                       |
| 63                        | Lukas Nerurkar (GBR)               | 106è                      |
| 64                        | Alberto Bettiol (ITA)              | 1r                        |
| 65                        | Yuhi Todome (JPN)                  | 62è                       |
| 66                        | Marijn van den Berg (NED)          | 79è                       |
| 67                        | Jardi Christiaan van der Lee (NED) | NP                        |

| Intermarché-Wanty IWA | Intermarché-Wanty IWA | Intermarché-Wanty IWA |
| --------------------- | --------------------- | --------------------- |
| Núm                   | Ciclista              | Pos                   |
| 71                    | Arne Marit (BEL)      | 56è                   |
| 72                    | Kevin Colleoni (ITA)  | 85è                   |
| 73                    | Simone Gualdi (ITA)   | 34è                   |
| 74                    | Rune Herregodts (BEL) | 90è                   |
| 75                    | Tom Paquot (BEL)      | 92è                   |
| 76                    | Dion Smith (NZL)      | 105è                  |
| 77                    | Gijs Van Hoecke (BEL) | 99è                   |

| Israel-Premier Tech IPT | Israel-Premier Tech IPT      | Israel-Premier Tech IPT |
| ----------------------- | ---------------------------- | ----------------------- |
| Núm                     | Ciclista                     | Pos                     |
| 81                      | Ethan Vernon (GBR)           | 63è                     |
| 82                      | Pier-André Côté (CAN) (ruta) | 23è                     |
| 83                      | Moritz Kretschy (GER)        | 100è                    |
| 84                      | Nadav Raisberg (ISR)         | 39è                     |
| 85                      | Nick Schultz (AUS)           | 9è                      |
| 86                      | Riley Sheehan (USA)          | 48è                     |
| 87                      | Jake Stewart (GBR)           | 18è                     |

| Movistar Team MOV | Movistar Team MOV               | Movistar Team MOV |
| ----------------- | ------------------------------- | ----------------- |
| Núm               | Ciclista                        | Pos               |
| 91                | Iván García Cortina (ESP)       | 81è               |
| 92                | Carlos Canal Blanco (ESP)       | 26è               |
| 93                | Davide Cimolai (ITA)            | 80è               |
| 94                | Lorenzo Milesi (ITA)            | 86è               |
| 95                | Sergio Samitier (ESP)           | 44è               |
| 96                | Gonzalo Serrano Rodríguez (ESP) | 24è               |
| 97                | Einer Rubio (COL)               | 13è               |

| Q36.5 Pro Cycling Team Q36 | Q36.5 Pro Cycling Team Q36   | Q36.5 Pro Cycling Team Q36 |
| -------------------------- | ---------------------------- | -------------------------- |
| Núm                        | Ciclista                     | Pos                        |
| 101                        | Matteo Badilatti (SUI)       | 42è                        |
| 102                        | Gianluca Brambilla (ITA)     | 6è                         |
| 103                        | Walter Calzoni (ITA)         | 58è                        |
| 104                        | Marcel Camprubí Pijoan (ESP) | 108è                       |
| 105                        | Alessandro Fancellu (ITA)    | 69è                        |
| 106                        | Nicolò Parisini (ITA)        | 21è                        |
| 107                        | Joey Rosskopf (USA)          | 101è                       |

| Team dsm-firmenich PostNL DFP | Team dsm-firmenich PostNL DFP | Team dsm-firmenich PostNL DFP |
| ----------------------------- | ----------------------------- | ----------------------------- |
| Núm                           | Ciclista                      | Pos                           |
| 111                           | Casper van Uden (NED)         | 55è                           |
| 112                           | Alexander Edmondson (AUS)     | 118è                          |
| 113                           | Milan Kadlec (CZE)            | 111è                          |
| 114                           | Enzo Leijnse (NED)            | 83è                           |
| 115                           | Patrick Bevin (NZL)           | 102è                          |
| 116                           | Benjamin Peatfield (GBR)      | 107è                          |
| 117                           | Kevin Vermaerke (USA)         | 5è                            |

| Team Polti Kometa PTK | Team Polti Kometa PTK    | Team Polti Kometa PTK |
| --------------------- | ------------------------ | --------------------- |
| Núm                   | Ciclista                 | Pos                   |
| 121                   | Davide Bais (ITA)        | 27è                   |
| 122                   | Mattia Bais (ITA)        | 65è                   |
| 123                   | Germán Darío Gómez (COL) | 61è                   |
| 124                   | Giovanni Lonardi (ITA)   | 66è                   |
| 125                   | Mirco Maestri (ITA)      | 74è                   |
| 126                   | Andrea Pietrobon (ITA)   | 35è                   |
| 127                   | Diego Sevilla (ESP)      | 77è                   |

| TotalEnergies TEN | TotalEnergies TEN       | TotalEnergies TEN |
| ----------------- | ----------------------- | ----------------- |
| Núm               | Ciclista                | Pos               |
| 131               | Valentin Ferron (FRA)   | 54è               |
| 132               | Fabien Doubey (FRA)     | 37è               |
| 133               | Fabien Grellier (FRA)   | 52è               |
| 134               | Émilien Jeannière (FRA) | 88è               |
| 135               | Julien Simon (FRA)      | 72è               |
| 136               | Jason Tesson (FRA)      | 112è              |
| 137               | Mattéo Vercher (FRA)    | 96è               |

| Tudor Pro Cycling Team TUD | Tudor Pro Cycling Team TUD | Tudor Pro Cycling Team TUD |
| -------------------------- | -------------------------- | -------------------------- |
| Núm                        | Ciclista                   | Pos                        |
| 141                        | Simon Pellaud (SUI)        | 103è                       |
| 142                        | Aloïs Charrin (FRA)        | 116è                       |
| 143                        | Robin Froidevaux (SUI)     | 22è                        |
| 144                        | Alexander Kamp (DEN)       | DNF                        |
| 145                        | Alexander Krieger (GER)    | NP                         |
| 146                        | Roland Thalmann (SUI)      | 73è                        |
| 147                        | Fabian Weiss (SUI)         | 94è                        |

| UAE Team Emirates UAD | UAE Team Emirates UAD      | UAE Team Emirates UAD |
| --------------------- | -------------------------- | --------------------- |
| Núm                   | Ciclista                   | Pos                   |
| 151                   | Marc Hirschi (SUI) (ruta)  | 3r                    |
| 152                   | Sjoerd Bax (NED)           | 75è                   |
| 153                   | Jan Christen (SUI)         | 2n                    |
| 154                   | Gal Glivar (SLO)           | 71è                   |
| 155                   | Vegard Stake Laengen (NOR) | 76è                   |
| 156                   | Pablo Torres (ESP)         | DNF                   |
| 157                   | Diego Ulissi (ITA)         | 4t                    |

| Uno-X Mobility UXM | Uno-X Mobility UXM            | Uno-X Mobility UXM |
| ------------------ | ----------------------------- | ------------------ |
| Núm                | Ciclista                      | Pos                |
| 161                | Alexander Kristoff (NOR)      | 16è                |
| 162                | Jonas Abrahamsen (NOR)        | 68è                |
| 163                | Fredrik Dversnes (NOR) (ruta) | 31è                |
| 164                | Stian Fredheim (NOR)          | 57è                |
| 165                | Odd Christian Eiking (NOR)    | 47è                |
| 167                | Søren Wærenskjold (NOR)       | 117è               |

| VF Group-Bardiani CSF-Faizanè VBF | VF Group-Bardiani CSF-Faizanè VBF | VF Group-Bardiani CSF-Faizanè VBF |
| --------------------------------- | --------------------------------- | --------------------------------- |
| Núm                               | Ciclista                          | Pos                               |
| 171                               | Lorenzo Conforti (ITA)            | 84è                               |
| 172                               | Filippo Magli (ITA)               | 32è                               |
| 173                               | Martin Marcellusi (ITA)           | 8è                                |
| 174                               | Alessio Martinelli (ITA)          | 41è                               |
| 175                               | Mattia Pinazzi (ITA)              | 98è                               |
| 176                               | Manuele Tarozzi (ITA)             | 78è                               |
| 177                               | Enrico Zanoncello (ITA)           | 97è                               |

| Astana Qazaqstan Team AST | Astana Qazaqstan Team AST     | Astana Qazaqstan Team AST |
| ------------------------- | ----------------------------- | ------------------------- |
| Núm                       | Ciclista                      | Pos                       |
| 1                         | Mark Cavendish (GBR)          | DNF                       |
| 2                         | Cees Bol (NED)                | 19è                       |
| 3                         | Michele Gazzoli (ITA)         | 49è                       |
| 4                         | Aleksei Lutsenko (KAZ) (ruta) | 11è                       |
| 5                         | Harold Martín López (ECU)     | 40è                       |
| 6                         | Michael Mørkøv (DEN)          | 115è                      |
| 7                         | Santiago Umba (COL)           | 67è                       |

| Arkéa-B&B Hotels ARK | Arkéa-B&B Hotels ARK   | Arkéa-B&B Hotels ARK |
| -------------------- | ---------------------- | -------------------- |
| Núm                  | Ciclista               | Pos                  |
| 11                   | Arnaud Démare (FRA)    | 17è                  |
| 12                   | Louis Barré (FRA)      | 51è                  |
| 13                   | Donavan Grondin (FRA)  | 82è                  |
| 14                   | Hubert Grygowski (POL) | 91è                  |
| 15                   | Mathis Le Berre (FRA)  | 53è                  |
| 16                   | Łukasz Owsian (POL)    | 110è                 |
| 17                   | Miles Scotson (AUS)    | 109è                 |

| Bingoal WB BWB | Bingoal WB BWB        | Bingoal WB BWB |
| -------------- | --------------------- | -------------- |
| Núm            | Ciclista              | Pos            |
| 21             | Davide Persico (ITA)  | 89è            |
| 22             | Floris De Tier (BEL)  | 12è            |
| 23             | Louka Matthys (BEL)   | 36è            |
| 24             | Johan Meens (BEL)     | 29è            |
| 25             | Lennert Teugels (BEL) | 30è            |
| 26             | Marco Tizza (ITA)     | 43è            |
| 27             | Giacomo Villa (ITA)   | 28è            |

| Bora-Hansgrohe BOH | Bora-Hansgrohe BOH     | Bora-Hansgrohe BOH |
| ------------------ | ---------------------- | ------------------ |
| Núm                | Ciclista               | Pos                |
| 31                 | Bob Jungels (LUX)      | 15è                |
| 32                 | Alexander Hajek (AUT)  | 46è                |
| 33                 | Emil Herzog (GER)      | 7è                 |
| 34                 | Florian Lipowitz (GER) | 14è                |
| 35                 | Luis-Joe Lührs (GER)   | 70è                |
| 36                 | Anton Palzer (GER)     | 45è                |
| 37                 | Frederik Wandahl (DEN) | 10è                |

| Cofidis COF | Cofidis COF                   | Cofidis COF |
| ----------- | ----------------------------- | ----------- |
| Núm         | Ciclista                      | Pos         |
| 41          | Bryan Coquard (FRA)           | 20è         |
| 42          | Thomas Champion (FRA)         | 95è         |
| 43          | Rubén Fernández Andújar (ESP) | NP          |
| 44          | Simon Geschke (GER)           | 50è         |
| 45          | Stefano Oldani (ITA)          | 60è         |
| 46          | Benjamin Thomas (FRA)         | 33è         |
| 47          | Axel Zingle (FRA)             | 119è        |

| Team Corratec-Vini Fantini COR | Team Corratec-Vini Fantini COR | Team Corratec-Vini Fantini COR |
| ------------------------------ | ------------------------------ | ------------------------------ |
| Núm                            | Ciclista                       | Pos                            |
| 51                             | Kristian Sbaragli (ITA)        | 25è                            |
| 52                             | Matteo Amella (ITA)            | 87è                            |
| 53                             | Valerio Conti (ITA)            | 64è                            |
| 54                             | Alessandro Iacchi (ITA)        | 114è                           |
| 55                             | Marco Murgano (ITA)            | 93è                            |
| 56                             | Lorenzo Quartucci (ITA)        | 59è                            |
| 57                             | Samuele Zambelli (ITA)         | 113è                           |

| EF Education-EasyPost EFE | EF Education-EasyPost EFE          | EF Education-EasyPost EFE |
| ------------------------- | ---------------------------------- | ------------------------- |
| Núm                       | Ciclista                           | Pos                       |
| 61                        | Andrey Amador Bikkazakova (CRC)    | 104è                      |
| 62                        | Stefan de Bod (RSA)                | 38è                       |
| 63                        | Lukas Nerurkar (GBR)               | 106è                      |
| 64                        | Alberto Bettiol (ITA)              | 1r                        |
| 65                        | Yuhi Todome (JPN)                  | 62è                       |
| 66                        | Marijn van den Berg (NED)          | 79è                       |
| 67                        | Jardi Christiaan van der Lee (NED) | NP                        |

| Intermarché-Wanty IWA | Intermarché-Wanty IWA | Intermarché-Wanty IWA |
| --------------------- | --------------------- | --------------------- |
| Núm                   | Ciclista              | Pos                   |
| 71                    | Arne Marit (BEL)      | 56è                   |
| 72                    | Kevin Colleoni (ITA)  | 85è                   |
| 73                    | Simone Gualdi (ITA)   | 34è                   |
| 74                    | Rune Herregodts (BEL) | 90è                   |
| 75                    | Tom Paquot (BEL)      | 92è                   |
| 76                    | Dion Smith (NZL)      | 105è                  |
| 77                    | Gijs Van Hoecke (BEL) | 99è                   |

| Israel-Premier Tech IPT | Israel-Premier Tech IPT      | Israel-Premier Tech IPT |
| ----------------------- | ---------------------------- | ----------------------- |
| Núm                     | Ciclista                     | Pos                     |
| 81                      | Ethan Vernon (GBR)           | 63è                     |
| 82                      | Pier-André Côté (CAN) (ruta) | 23è                     |
| 83                      | Moritz Kretschy (GER)        | 100è                    |
| 84                      | Nadav Raisberg (ISR)         | 39è                     |
| 85                      | Nick Schultz (AUS)           | 9è                      |
| 86                      | Riley Sheehan (USA)          | 48è                     |
| 87                      | Jake Stewart (GBR)           | 18è                     |

| Movistar Team MOV | Movistar Team MOV               | Movistar Team MOV |
| ----------------- | ------------------------------- | ----------------- |
| Núm               | Ciclista                        | Pos               |
| 91                | Iván García Cortina (ESP)       | 81è               |
| 92                | Carlos Canal Blanco (ESP)       | 26è               |
| 93                | Davide Cimolai (ITA)            | 80è               |
| 94                | Lorenzo Milesi (ITA)            | 86è               |
| 95                | Sergio Samitier (ESP)           | 44è               |
| 96                | Gonzalo Serrano Rodríguez (ESP) | 24è               |
| 97                | Einer Rubio (COL)               | 13è               |

| Q36.5 Pro Cycling Team Q36 | Q36.5 Pro Cycling Team Q36   | Q36.5 Pro Cycling Team Q36 |
| -------------------------- | ---------------------------- | -------------------------- |
| Núm                        | Ciclista                     | Pos                        |
| 101                        | Matteo Badilatti (SUI)       | 42è                        |
| 102                        | Gianluca Brambilla (ITA)     | 6è                         |
| 103                        | Walter Calzoni (ITA)         | 58è                        |
| 104                        | Marcel Camprubí Pijoan (ESP) | 108è                       |
| 105                        | Alessandro Fancellu (ITA)    | 69è                        |
| 106                        | Nicolò Parisini (ITA)        | 21è                        |
| 107                        | Joey Rosskopf (USA)          | 101è                       |

| Team dsm-firmenich PostNL DFP | Team dsm-firmenich PostNL DFP | Team dsm-firmenich PostNL DFP |
| ----------------------------- | ----------------------------- | ----------------------------- |
| Núm                           | Ciclista                      | Pos                           |
| 111                           | Casper van Uden (NED)         | 55è                           |
| 112                           | Alexander Edmondson (AUS)     | 118è                          |
| 113                           | Milan Kadlec (CZE)            | 111è                          |
| 114                           | Enzo Leijnse (NED)            | 83è                           |
| 115                           | Patrick Bevin (NZL)           | 102è                          |
| 116                           | Benjamin Peatfield (GBR)      | 107è                          |
| 117                           | Kevin Vermaerke (USA)         | 5è                            |

| Team Polti Kometa PTK | Team Polti Kometa PTK    | Team Polti Kometa PTK |
| --------------------- | ------------------------ | --------------------- |
| Núm                   | Ciclista                 | Pos                   |
| 121                   | Davide Bais (ITA)        | 27è                   |
| 122                   | Mattia Bais (ITA)        | 65è                   |
| 123                   | Germán Darío Gómez (COL) | 61è                   |
| 124                   | Giovanni Lonardi (ITA)   | 66è                   |
| 125                   | Mirco Maestri (ITA)      | 74è                   |
| 126                   | Andrea Pietrobon (ITA)   | 35è                   |
| 127                   | Diego Sevilla (ESP)      | 77è                   |

| TotalEnergies TEN | TotalEnergies TEN       | TotalEnergies TEN |
| ----------------- | ----------------------- | ----------------- |
| Núm               | Ciclista                | Pos               |
| 131               | Valentin Ferron (FRA)   | 54è               |
| 132               | Fabien Doubey (FRA)     | 37è               |
| 133               | Fabien Grellier (FRA)   | 52è               |
| 134               | Émilien Jeannière (FRA) | 88è               |
| 135               | Julien Simon (FRA)      | 72è               |
| 136               | Jason Tesson (FRA)      | 112è              |
| 137               | Mattéo Vercher (FRA)    | 96è               |

| Tudor Pro Cycling Team TUD | Tudor Pro Cycling Team TUD | Tudor Pro Cycling Team TUD |
| -------------------------- | -------------------------- | -------------------------- |
| Núm                        | Ciclista                   | Pos                        |
| 141                        | Simon Pellaud (SUI)        | 103è                       |
| 142                        | Aloïs Charrin (FRA)        | 116è                       |
| 143                        | Robin Froidevaux (SUI)     | 22è                        |
| 144                        | Alexander Kamp (DEN)       | DNF                        |
| 145                        | Alexander Krieger (GER)    | NP                         |
| 146                        | Roland Thalmann (SUI)      | 73è                        |
| 147                        | Fabian Weiss (SUI)         | 94è                        |

| UAE Team Emirates UAD | UAE Team Emirates UAD      | UAE Team Emirates UAD |
| --------------------- | -------------------------- | --------------------- |
| Núm                   | Ciclista                   | Pos                   |
| 151                   | Marc Hirschi (SUI) (ruta)  | 3r                    |
| 152                   | Sjoerd Bax (NED)           | 75è                   |
| 153                   | Jan Christen (SUI)         | 2n                    |
| 154                   | Gal Glivar (SLO)           | 71è                   |
| 155                   | Vegard Stake Laengen (NOR) | 76è                   |
| 156                   | Pablo Torres (ESP)         | DNF                   |
| 157                   | Diego Ulissi (ITA)         | 4t                    |

| Uno-X Mobility UXM | Uno-X Mobility UXM            | Uno-X Mobility UXM |
| ------------------ | ----------------------------- | ------------------ |
| Núm                | Ciclista                      | Pos                |
| 161                | Alexander Kristoff (NOR)      | 16è                |
| 162                | Jonas Abrahamsen (NOR)        | 68è                |
| 163                | Fredrik Dversnes (NOR) (ruta) | 31è                |
| 164                | Stian Fredheim (NOR)          | 57è                |
| 165                | Odd Christian Eiking (NOR)    | 47è                |
| 167                | Søren Wærenskjold (NOR)       | 117è               |

| VF Group-Bardiani CSF-Faizanè VBF | VF Group-Bardiani CSF-Faizanè VBF | VF Group-Bardiani CSF-Faizanè VBF |
| --------------------------------- | --------------------------------- | --------------------------------- |
| Núm                               | Ciclista                          | Pos                               |
| 171                               | Lorenzo Conforti (ITA)            | 84è                               |
| 172                               | Filippo Magli (ITA)               | 32è                               |
| 173                               | Martin Marcellusi (ITA)           | 8è                                |
| 174                               | Alessio Martinelli (ITA)          | 41è                               |
| 175                               | Mattia Pinazzi (ITA)              | 98è                               |
| 176                               | Manuele Tarozzi (ITA)             | 78è                               |
| 177                               | Enrico Zanoncello (ITA)           | 97è                               |